# The Sea Bat
The Sea Bat (en español, El demonio del mar) es una película de suspense estadounidense dirigida por Wesley Ruggles. Aunque la película se rodó en Estados Unidos, parte de la misma fue rodada en Mazatlán, México.
En un principio estaba acordado que Lon Chaney fuera el director de la película, pero lamentablemente el Hombre de las Mil Caras contrajo neumonía y cáncer de pulmón, y finalmente falleció debido a una hemorragia en la garganta el 26 de agosto de 1930.

## Argumento
El demonio del mar es un melodrama de aventuras exóticas, que además de presentar a un sorprendente Karloff en un papel secundario, tiene un decente clímax final que incluye un monstruoso y amenazador pez manta.

## Reparto
- Raquel Torres como Nina.
- Charles Bickford como el reverendo Sims.
- Nils Asther como Carl.
- George F. Marion como Antone.
- John Miljan como Juan.
- Boris Karloff como Corsican.
- Gibson Gowland como Limey.
- Edmund Breese como Maddocks.
- Mathilde Comont como Mimba.
- Mack Swain como Dutchy.

## Recepción
El demonio del mar es considerado, como muchas otras películas, un claro precedente de Tiburón. Además, este modesto film constituyó uno de los éxitos más inesperados de su momento, e ilustraba el enfrentamiento entre un pescador mexicano y un pez asesino, adornado por una leve intriga y el preceptivo romance. La discreción constituía su tónica.